# Baie-Comeau Drakkar
Baie-Comeau Drakkar (francouzsky Drakkar de Baie-Comeau) je kanadský juniorský klub ledního hokeje, který sídlí v Baie-Comeau v provincii Québec. Od roku 1997 působí v juniorské soutěži Quebec Major Junior Hockey League. Své domácí zápasy odehrává v hale Centre Henry-Leonard s kapacitou 3 042 diváků. Klubové barvy jsou červená, bílá, černá a zlatá.
Nejznámější hráči, kteří prošli týmem byli např.: Petr Straka, Patrick Thoresen, François Bouchard, Eliezer Sherbatov nebo Tomáš Filippi.

## Přehled ligové účasti
Zdroj: 
- 1997–1999: Quebec Major Junior Hockey League (Diliova divize)
- 1999–2005: Quebec Major Junior Hockey League (Východní divize)
- 2005–2006: Quebec Major Junior Hockey League (Západní divize)
- 2006–2008: Quebec Major Junior Hockey League (Telusova divize)
- 2008– : Quebec Major Junior Hockey League (Východní divize)